# Finisterre-Gebirge
Das Finisterre-Gebirge, im englischen Sprachraum Finisterre Range genannt, ist ein Küsten-Gebirgszug im Nordosten von Papua-Neuguinea in der dicht besiedelten Morobe Province.
Der Name Finisterre-Gebirge geht auf den französischen General Jules Dumont d’Urville zurück, der im Jahr 1827 die Küste entlangfuhr und auch der Bucht Astrolabe Bay ihren Namen verlieh. Im Jahr 1889 erreichte der deutsche Journalist und Forschungsreisende Hugo Zöller den Kamm des Gebirgszuges. Die erste Überquerung des Gebirgszuges gelang 1907 dem Österreicher Wilhelm C. Dammköhler zusammen mit O. Fröhlich, die vom heutigen Lae aus durch das Markham-Tal zur Astrolabe Bay marschierten.

## Geografie
Der offiziell unbenannte höchste Gipfel des Gebirgsrückens ist lokal unter dem Namen Mount Boising bekannt und befindet sich bei 5° 48′ S, 146° 6′ O. Seine Höhe wird üblicherweise mit 4150 m angegeben, aber die SRTM-Daten deuten eher auf eine Höhe von ungefähr 4120 m hin. In Papua-Neuguinea ist es nach dem Mount Wilhelm (dt.: Wilhelmsberg) und dem Mount Giluwe der dritthöchste Berg.
Darüber hinaus sind der Mount Abilala (in der deutschen Kolonialzeit Disraeliberg bzw. Schopenhauerberg genannt) mit einer Höhe von 3472 m und der Gladstoneberg (auch: Kantberg) mit einer Höhe von 3175 m weitere auffallende Berggipfel.
Der wild zerschluchtete Gebirgszug geht im Osten in die Saruwaged Range über und bildet mit ihr zusammen eine natürliche Barriere zwischen den Tälern der Flüsse Ramu und Markham im Südwesten und der Maclayküste und der Vitiaz-Straße im Nordosten. Der Ramu selbst wird von vielen Nebenflüssen gespeist, die im Finisterre-Gebirge entspringen. Außerdem durchfließt der Yupno das Gebirge, an dem die indigene Volksgruppe der Yupno lebt. Große Teile des Gebirges werden von Regenwald bedeckt.
Während des Zweiten Weltkrieges fanden in den Jahren 1943 und 1944 im Rahmen des Finisterre-Range-Feldzugs im Gebirgszug des Finisterre einige schwere Gefechte zwischen den Australischen Truppen und den Verbänden des Japanischen Kaiserreiches statt, darunter auch die Kämpfe an der Shaggy Ridge.
Im Finisterre-Gebirge sind nach Angaben im Deutschen Kolonial-Lexikon die folgenden Gesteinsarten gefunden worden:
- ältere und jüngere Eruptivgesteine
- Serpentinite
- Tonschiefer
- Kalksteine
- Tuffe
- Konglomerate

## Fauna
Zur Avifauna des Finisterre-Gebirges gehören unter anderem der Dreigang-Laubenvogel, die Blaubrust-Paradieselster und der Wahnesparadiesvogel.